# (35349) 1997 LY12
1997 أل واي 12 (ويعرف أيضًا باسم (35349) 1997 أل واي 12 وفق تسمية الكوكب الصغير) (بالإنجليزية: 1997 LY12)‏ هو كويكب ضمن حزام الكويكبات؛ وترتيبه 35349 من حيث الاكتشاف.
اكتُشف هذا الجُرم الفلكي بواسطة إيريك والتر إلست في 7 يونيو 1997.

## وصلات خارجية
- (35349) 1997 LY12 في قاعدة بيانات مختبر الدفع النفاث لأجرام النظام الشمسي الصغيرة

- الاكتشاف · مخطط المدار ·  العناصر المدارية · المعلمات المادية

- (35349) 1997 LY12 على موقع ويكي سكاي: DSS2, SDSS, GALEX, IRAS, Hydrogen α, X-Ray, Astrophoto, Sky Map, Articles and images